# Ophisma pyrosticha
Ophisma pyrosticha är en fjärilsart som beskrevs av Druce 1912. Ophisma pyrosticha ingår i släktet Ophisma och familjen nattflyn. Inga underarter finns listade i Catalogue of Life.